# ويل بول
ويل بول (بالإنجليزية: Will Poole) هو لاعب كرة قدم أمريكية ولاعب كرة القدم الكندية أمريكي، ولد في 24 يوليو 1981 في بيكلي في الولايات المتحدة.

## وصلات خارجية
- ويل بول على موقع مرجع كرة القدم المحترفة.كوم (الإنجليزية)